# Criotacus
Criotacus är ett släkte av spindeldjur som beskrevs av Hartford Hammond Keifer 1963. Criotacus ingår i familjen Eriophyidae.
Släktet innehåller bara arten Criotacus mastigophorus.